# Moustapha Abou al-Yazid
Compléments
- Mort à la suite d'une attaque d'un drone de combat américain

Moustapha Abou al-Yazid (17 décembre 1955 - 21 mai 2010), également connu sous le pseudonyme de Cheikh Saïd al-Masri (سعيد المصري : Saïd l'égyptien), est un islamiste égyptien, un ex-activiste du Djihad islamique égyptien et l'un des plus hauts responsables de la nébuleuse terroriste Al-Qaïda. Considéré par certains comme le n°3 de la mouvance terroriste, il  était, depuis août 2007, le leader d'Al-Qaïda en Afghanistan selon un enregistrement vidéo diffusé par Al Jazeera. Il est ciblé à quatre reprises par des drones américains. Frappes qui ont provoqué la mort de 46 civils. 

## Biographie
Selon Yasser al-Sirri, directeur de l'Observatoire islamique, basé à Londres, il naît en Égypte le 17 décembre 1955 dans la région d'Al-Sharqiya, dans le delta du Nil. Il se tourne très tôt vers l'islam radical et participe à la fondation du Djihad islamique égyptien avec son compatriote Ayman al-Zawahiri, le no 2 et principal idéologue de la nébuleuse terroriste Al-Qaïda. À la suite de l'implication du Djihad islamique dans l'assassinat du président égyptien Anouar el-Sadate le 6 octobre 1981, Masri est arrêté et écope d'une peine de trois ans de prison.
En 1988, Masri quitte l'Égypte pour l'Afghanistan. Il se rapproche d'Oussama Ben Laden et le suit au Soudan en 1991, puis une nouvelle fois en 1996 en Afghanistan. Il est alors chargé de la comptabilité des activités commerciales du chef d'Al-Qaïda.
Selon le FBI, Masri aurait contribué au financement des attentats du 11 septembre 2001 via Dubaï grâce à des comptes bancaires secrets ouverts dans le Golfe Arabo-Persique. 
Mohammed Atta lui a transféré 26 000 dollars peu avant le déclenchement du 11 septembre 2001.
En mai 2007, un enregistrement vidéo diffusé par Al-Jazeera annonce sa promotion au rang de chef des opérations militaires d'Al-Qaïda en Afghanistan. À partir de cette époque, les services de renseignements américains l'ont considéré comme le no 3 de la nébuleuse terroriste. Toutefois, ce titre est réfuté par de nombreux spécialistes, dont certains estiment qu'il était en réalité attribué à Abu Yahya al-Libi, un ex-activiste du Groupe islamique combattant en Libye (GICL), évadé d'une prison de haute sécurité en Afghanistan en 2005 et devenu l'un des plus importants idéologues de la nébuleuse.     
Spécialisé dans la finance et la logistique, Masri se rapproche des Talibans afghans et apprend le pachtoune.
Le 4 mai 2010, il apparaît dans une vidéo pour commémorer la mort du chef d'Al-Qaïda en Irak, l'Égyptien Abou Hamza Al-Mouhajer ainsi que celle du chef de l'État islamique d'Irak, Abu Abdullah al-Rashid al-Baghdadi.

## Décès
Moustapha Abou al-Yazid est mort le 21 ou 22 mai 2010 au Nord-Waziristan lors de l'attaque d'un drone de combat américain. Le 1er juin 2010, Al-Qaïda confirme son décès, précisant que plusieurs membres de sa famille ont péri dans l'attaque,.